# タイタン (オートバイ)
タイタン・モーターサイクル・カンパニー (Titan Motorcycle Company) とは、1994年に設立された、米国アリゾナ州フェニックスにあるオートバイメーカー。
日本国内では、株式会社イージーライダースが正規ディーラーを務める。

## 概要
ライン生産を行っている大規模メーカーとは異なり、"One man, One bike" のコンセプトの下、タイタン社独自のセルシステム (Cell System) と呼ばれる方法で、車両1台毎に職人1人という、ハンドメイドに近い状態で生産が行われている。この方法は大量生産には向かないが、購入したユーザーが希望した仕様に限りなく近く仕上げることができ、かつ従業員の士気を高め、その結果製品の質を高く維持できる、というものである。
2001年には経営に行き詰まり、一度倒産してしまう。しかしディーラーの1人がブランドを買収してタイタン社は復活を遂げる。倒産前より会社の規模は縮小されたが、創業当時と変わらぬコンセプトでオートバイの開発・生産は続けられている。

## 主なモデル
- サイドワインダー (Sidewinder)
- ゲッコー (Gecko)
- ラジカルリジッド (Radical Rigid)
- フェニックス (Phoenix)
- ボバーズ (Bobbers)